# Zakiyyah Iman Jackson
Zakiyyah Iman Jackson est une chercheuse américaine. Ses travaux sont récompensés de plusieurs prix.

## Biographie
Zakiyyah Iman Jackson obtient son doctorat à l'université de Californie à Berkeley.
Elle est enseignante en anglais et directrice du centre de recherches féministes de l'université de Californie du Sud. Son travail se concentre sur la vision de la diaspora africaine dans le monde occidental.

## Travaux
En 2020, elle publie Becoming Human: Matter and Meaning in an Antiblack World, qui obtient le Prix Harry Levin du premier livre de l'association américaine de littérature comparative, le prix Gloria Anzaldua de la National Women's Studies Association, est finaliste pour le 33e prix Lambda Literary pour les études LGBTQ et est mis en avant dans le meilleur de l'année 2021 par Artforum. Le livre affirme que la culture littéraire et visuelle de la diaspora africaine altère la définition de l'être humain et critique la distinction humain/animal commune dans le monde occidental blanc, affirmant que la déshumanisation ou l'humanisation des personnes noires n'a de sens que pour les personnes blanches. Elle s'inspire notamment de Sylvia Wynter, Audre Lorde et Octavia E. Butler.
Elle annonce ensuite préparer un second livre, une critique du biocentrisme pour les questions de genre et de race. En 2021, elle est mise en avant dans le documentaire Circle Time, rediffusé à la biennale de l'art en mouvement au Centre d'art contemporain de Genève.

## Prix et récompenses
- 2021 : Finaliste du Prix Lambda Literary pour les études LGBTQ pour Becoming Human: Matter and Meaning in an Antiblack World[6]
- 2021 : prix Harry Levin du premier livre[6]